# دنبنكي
دنبنكي هي قرية في التقسيم الإداري في زابرودجي ضمن مقاطعة فيشكوف في محافظة مازوفيا شرق وسط بولندا. تقع على بعد حوالي 3 كيلومتر (2 ميل) جنوب زابرودجي, 13 كيلومتر (8 ميل) جنوب فيشكوف و 41 كيلومتر (25 ميل) شمال شرق وارسو.